# 大門町 (東久留米市)
大門町（だいもんちょう）は、東京都東久留米市の町域。

現行行政地名は　大門町一丁目から大門町二丁目。

郵便番号は203-0011。

## 地理
東久留米市の北部。
街区北部境界に黒目川が存在。南東部境界に落合川が存在する。
東から時計回りに、東久留米市浅間町、東久留米市新川町、東久留米市東本町、東久留米市氷川台、東久留米市金山町、東久留米市神宝町、に隣接する。

### 河川
- 黒目川
- 落合川

## 小・中学校の学区
市立小・中学校に通う場合、学区は以下の通りとなる。

2025年4月現在
| 丁目   | 番地           | 小学校     | 変更承認区域 |
| ------ | -------------- | ---------- | ------------ |
| 一丁目 | 全域           | 第二小学校 | 第六小学校   |
| 二丁目 | 1～4番 9〜14番 | 神宝小学校 |              |
| 二丁目 | 5〜8番         | 第二小学校 | 第六小学校   |

| 丁目   | 番地           | 中学校       | 変更承認区域 |
| ------ | -------------- | ------------ | ------------ |
| 一丁目 | 全域           | 大門中小学校 |              |
| 二丁目 | 1～4番 9〜14番 | 大門中小学校 |              |
| 二丁目 | 5〜8番         | 大門中小学校 |              |

## 交通

### 鉄道
| 隣接する街区の駅               |
| ------------------------------ |
| 西武池袋線 - 東久留米駅(SI 14) |

### バス
- 西武バス 新座営業所
- にいバス

…が周辺の路線を運行している。

### 道路
- 東京都道125号東久留米停車場線(浄牧院通り)
- 東京都道234号前沢保谷線

## 施設

### 大門町一丁目
- 浄牧院

### 大門町二丁目

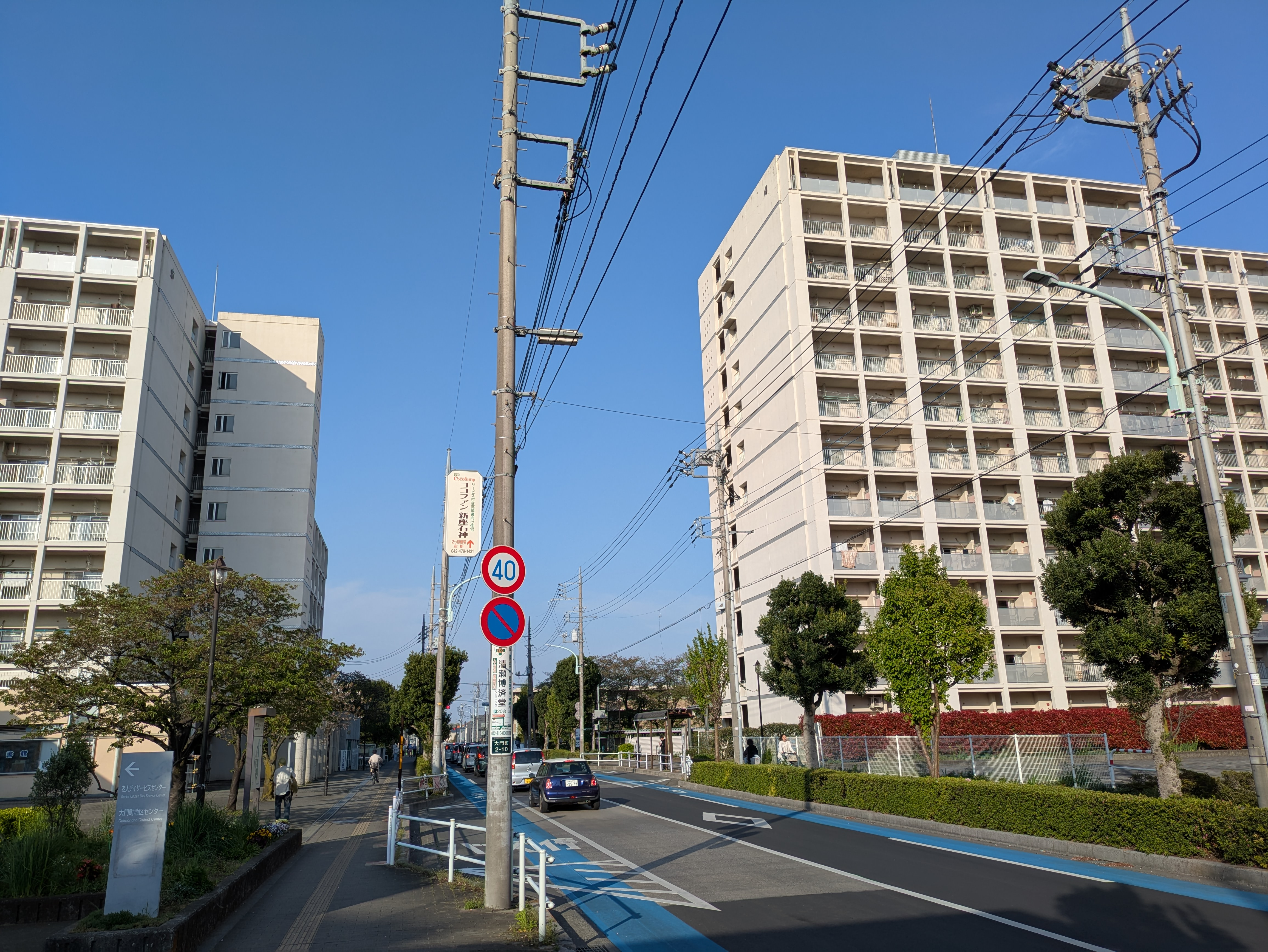
都営大門町2丁目アパート

- 都営大門町二丁目アパート